# Аугсбургский меловой круг
«Аугсбургский меловой круг» (нем. Der Augsburger Kreidekreis) — новелла Бертольта Брехта. Написана в 1940 году, впервые опубликована в 1946 году в журнале Das goldene Tor на английском языке. Сюжет навеян притчей о суде царя Соломона и двух матерях, спорящих за ребёнка (3 Цар. 3:16—28), и пьесой «Меловой круг» (англ. The Chalk Circle) XIII века, написанной китайским драматургом Ли Синдао (англ. Li Xingdao) (известным также как Ли Цяньфу). В 1920-х годах Брехт видел в берлинском Лессинг-театре драму Клабунда «Меловой круг», представлявшую собой обработку китайской пьесы.
Действие рассказа происходит в немецком городе Аугсбурге во время Тридцатилетней войны. Спасаясь от перипетий войны, мать (фрау Цингли) бросает ребёнка на произвол судьбы; бедная служанка Анна подбирает его и с большим трудом растит его, как родного сына.
В отличие от исходных версий, где любовь к ребёнку служила указанием на кровные узы, у Брехта человеческие отношения оказываются важнее формального родства.
В новелле судья Игнац Доллингер, разумный и справедливый человек из народа, приказывает провести на полу круг мелом, поместить в него ребёнка и предлагает спорящим женщинам тянуть за верёвки, привязанные к рукам мальчика, — победит та, кто вытащит ребёнка из круга. Анна, не желая нанести малышу вред, отпускает верёвку, и состязание в «перетягивании ребёнка» заканчивается формальной победой фрау Цингли, биологической матери. Но Доллингер присуждает ребёнка Анне, признав настоящей матерью не ту женщину, которая родила ребёнка, а ту, которая вырастила и воспитала его.
Незаинтересованность Брехта в новизне сюжетов позволила ему повторно обратиться к сюжету о меловом круге. Он был использован Брехтом в 1945—1964 годах в пьесе «Кавказский меловой круг».